# ديرغاتشي
ديرغاتشي (بالروسية: Дергачи) هي مدينة في مقاطعة ساراتوف أوبلاست في روسيا. يبلغ عدد سكانها حوالي 9713 نسمة.